# Lake Placid (Florida)
Lake Placid è una città degli Stati Uniti d'America, situata in Florida, nella Contea di Highlands.